# Nyctemera guttulosa
Nyctemera guttulosa là một loài bướm đêm thuộc phân họ Arctiinae, họ Erebidae.